# Live from Clear Channel Stripped 2008
“Live from Clear Channel Stripped 2008”은 미국의 싱어송라이터 테일러 스위프트의 두 번째 라이브 음반이다. 2020년 4월 23일 스위프트의 전 레이블이었던 빅 머신 레코드가 스위프트의 허가를 받지 않고 발매하였다.
녹음은 2008년에 이루어졌지만, 2019년 빅 머신 레코드와 미국의 매니저 스쿠터 브론에게 스위프트의 이전 음악에 대한 마스터링 권한을 얻은 후 발매되었다. 스위프트는 자신의 SNS를 통하여 라이브 음반에 대해 "코로나바이러스 시대의 부끄러운 욕심"이라고 비난하였다. 음반은 발매 후 첫 주 동안 미국에서 오직 33유닛만 얻으면서 성공하지 못하였으며, 빌보드 차트에도 진입하지 못하였다.

## 배경 및 발매
이 음반은 나의 허락을 받지 않았다. [중략] 내 생각에 … 코로나바이러스 시대의 뻔뻔한 탐욕의 또 다른 경우이다. 천박하고, 그 속이 매우 투명하다.
— 스위프트가 인스타그램 스토리에 쓴 글
“Live from Clear Channel Stripped 2008”은 스위프트가 가수 경력을 시작된 직후 녹음되었고, 2008년에 발매한 두 번째 정규 음반인 “Fearless”를 홍보하기 위해 녹음되었다. 음반은 스위프트가 발매한 첫 두 장의 정규 음반과 두 번째 EP인 “Beautiful Eyes”의 노래로 구성되어 있다. 2020년 4월 24일 사전 발표 없이 스트리밍 플랫폼에서 출시되었다. 스위프트는 녹음이 자신이 18살이던 2008년 클리어 채널 계열사의 인터넷 전용 공연장에서 이루어졌다고 언급하였다. 스위프트는 음반이 자신의 허가가 이루어지지 않았다고 언급하면서, SNS에서 "코로나바이러스 시대의 뻔뻔한 탐욕의 또 다른 경우이다. 천박하고, 그 속이 매우 투명하다."라고 비난하였다. 이어서 스위프트의 게시물에는 브론의 재정 후원자인 23 캐피탈, 칼라일 그룹, 알렉산더 소로스와 소로스의 가족도 언급하였는데, 이중 마지막에 대해 예루살렘 포스트에서 스위프트가 유대인인 소로스와 브론을 "욕망과 이익"으로 연관시킴으로써 "반민족 음모론을 재현하고 있다"고 기사를 썼다.

## 평가
피치포크의 퀸 모어랜드는 “Live from Clear Channel”에 대하여 너무 뻔하고 스위프트가 이전에 발매한 음반의 작업 기준에 부합하지 못했다고 언급하면서 "싸구려 부틀렉"이자 "파렴치하게 돈을 잡아두려고 하는 행위"라고 언급하였다. 모어랜드는 스위프트가 승인하지 않았음에도 발매한 것에 대해 관련 아티스트의 승인 없이 스트리밍 서비스에 가짜 혹은 유출된 음악이 나타는 경우와 "무서울 정도로 유사하다"고 이야기하였다.

## 상업적 성과
“Live from Clear Channel Stripped 2008”은 미국에서 유닛 33을 얻었으며, 발매 후 첫 3일 동안 유튜브 오디오 비디오에서 조회수 6000을 달성하였다. 빌보드 차트에도 음반이 성공하지 못한 이유는 스위프트가 자신의 SNS를 통하여 음반에 맹렬한 비난을 하였기 때문이다.

## 트랙 리스트
1. Love Story (스위프트) – 3:41
2. Fearless (힐러리 린지, 리즈 로즈, 스위프트) – 3:18
3. Beautiful Eyes (스위프트) – 2:56
4. Untouchable (스위프트, 캐리 발로, 네이선 발로, 토미 리 제임스) – 3:42
5. Teardrops on My Guitar (스위프트, 로즈) – 3:16
6. Picture to Burn (스위프트, 로즈) – 2:53
7. Should've Said No (스위프트) – 3:48
8. Change (스위프트) – 4:18

## 크레딧
- 테일러 스위프트 – 보컬, 프로듀싱, 어쿠스틱 기타 (트랙 2, 4), 일렉트릭 기타 (트랙 7)
- 스콧 보체타 – 프로듀싱, 총괄 프로듀싱
- 벤 클라크 – 밴조 (트랙 3, 5, 7, 8)
- 크리스 코스텔로 – 녹음 감독 (트랙 1, 2, 3, 4, 5, 7, 8)
- 케이틀린 에반슨 – 피들, 백 보컬 (트랙 1, 3, 5, 6, 7, 8)
- 에반 해리슨 – 프로듀싱, 총괄 프로듀싱
- 아모스 헬러 – 베이스 기타 (트랙 1, 3, 5, 6, 7, 8)
- 마이크 메도스 – 밴조 (트랙 3, 5, 7, 8)
- 그랜트 미켈슨 – 어쿠스틱 기타 (트랙 3, 5, 7, 8), 베이스 기타 (트랙 6)
- 조너선 러셀 – 마스터링 (트랙 1, 2, 3, 4, 5, 7, 8)
- 폴 시도티 – 어쿠스틱 기타 (트랙 1, 3, 5, 7), 일렉트릭 기타 (트랙 8), 백 보컬 (트랙 1, 3, 5, 6, 7, 8)
- 알 윌슨 – 드럼 (트랙 1, 3, 5, 6, 7, 8)